# 激安バラエティー
『激安バラエティー』（げきやすバラエティ）は、2009年6月10日から2009年9月2日までTBSと一部系列局で、毎週水曜19:55（JST）から放送されていた、バラエティ番組である。ハイビジョン制作。
正式タイトルは『激安バラエティー〜1円でも安く30連発〜』で愛称は『激バラ』である。

## 概要
前番組『水曜ノンフィクション 関口宏モトをたどれば』が2009年6月3日をもって終了し（次週予告しながらの番組打ち切りであった）、急遽つなぎ番組として本番組がスタートすることが同年6月5日に発表された。
本番組は激安グルメ・激安ファッション・激安旅行など激安ものを取り上げるバラエティ番組であり、総合司会に『サカスさん』の月曜パーソナリティーである森三中が起用された。
第1回放送のロケの収録は、前番組打ち切りが決まった直後（放送日の3日前）に行われている。明らかにつなぎ番組と思わせる企画と、別番組で使われた上から白の布地に手書きで書いた法被、激安の紙兜（直江兼続の愛の兜のパロディー）という急ごしらえで用意した衣装で行われるロケに、出演者の表情には動揺する様子が随所で見られた。
放送スタジオは、『キミハ・ブレイク』と同じセットを使用している。放送形態は原則的に生放送であるが、森三中のスケジュールの関係で撮って出し放送の日もあった。
前番組と同じくローカルセールス枠であるため、大半の系列局では別番組を放送していた（後述）。
初回放送で、視聴率3.2％と深夜番組並の数字（黒沢談）を出してしまった。これにより、有名占い師銀座の母のレギュラー出演や海外衝撃映像の放送、後番組『となりの芝生』の番宣など、激安紹介要素は薄れている。平均視聴率は5%前後と、依然としてゴールデンタイムとしては低迷していた（視聴率は関東地区・ビデオリサーチ調べ）。
当初の予定どおり同年9月2日をもって当番組は終了した。

## 放送時間
- 毎週水曜日19:55 - 20:54（JST）

## 出演者
総合司会
- 森三中（激安MC）
  - 黒沢かずこ
  - 村上知子
  - 大島美幸

レギュラー
- 土田晃之[2]

準レギュラー
- 横田淑恵（「銀座の母」名義で出演）
- 板東英二（隔週、「激安の神」役で出演）

## ネット局
| 放送対象地域   | 放送局名             | 系列    | 放送時間           | 遅れ       |
| -------------- | -------------------- | ------- | ------------------ | ---------- |
| 関東広域圏     | TBSテレビ (TBS)      | TBS系列 | 水曜 19:55 - 20:54 | 制作局     |
| 北海道         | 北海道放送 (HBC)     | TBS系列 | 水曜 19:55 - 20:54 | 同時ネット |
| 岩手県         | IBC岩手放送 (IBC)    | TBS系列 | 水曜 19:55 - 20:54 | 同時ネット |
| 宮城県         | 東北放送 (TBC)       | TBS系列 | 水曜 19:55 - 20:54 | 同時ネット |
| 山形県         | テレビユー山形 (TUY) | TBS系列 | 水曜 19:55 - 20:54 | 同時ネット |
| 福島県         | テレビユー福島 (TUF) | TBS系列 | 水曜 19:55 - 20:54 | 同時ネット |
| 新潟県         | 新潟放送 (BSN)       | TBS系列 | 水曜 19:55 - 20:54 | 同時ネット |
| 石川県         | 北陸放送 (MRO)       | TBS系列 | 水曜 19:55 - 20:54 | 同時ネット |
| 鳥取県・島根県 | 山陰放送 (BSS)       | TBS系列 | 水曜 19:55 - 20:54 | 同時ネット |
| 愛媛県         | あいテレビ (itv)     | TBS系列 | 水曜 19:55 - 20:54 | 同時ネット |
| 長崎県         | 長崎放送 (NBC)       | TBS系列 | 水曜 19:55 - 20:54 | 同時ネット |
| 沖縄県         | 琉球放送 (RBC)       | TBS系列 | 水曜 19:55 - 20:54 | 同時ネット |